# Argyrops filamentosus
Argyrops filamentosus е вид бодлоперка от семейство Sparidae. Видът не е застрашен от изчезване.

## Разпространение и местообитание
Разпространен е в Бахрейн, Джибути, Египет, Еритрея, Йемен, Израел, Йордания, Ирак, Иран, Катар, Кения, Кувейт, Мавриций, Мадагаскар, Мозамбик, Обединени арабски емирства, Оман, Реюнион, Саудитска Арабия, Сомалия, Судан, Танзания и Южна Африка.
Среща се на дълбочина от 37 до 150 m, при температура на водата около 26,1 °C и соленост 35 ‰.

## Описание
На дължина достигат до 70 cm.